# 王静康
王静康（1938年4月9日—），女，河北秦皇岛人，中国工业结晶科学与技术专家，中国工程院院士。

## 生平
1955年考入天津大学化工系，1965年研究生毕业于天津大学。先后在贵州工学院、天津纺织工学院、天津大学任教。
1999年当选中国工程院院士。